# Кошички крај
Кошички крај (слч. Košický kraj) је један од 8 словачких крајева, највиших подручних управних јединица у Републици Словачкој. Управно седиште краја је град Кошице.

## Географија
Кошички крај се налази на југоистоку Словачке.
Граничи:
- на северу је Прешовски крај,
- источно Украјина,
- западно Банскобистрички крај,
- јужно Мађарска.

## Становништво
| Година:    | 1994.   | 2004.   | 2014.   | 2024.   |
| ---------- | ------- | ------- | ------- | ------- |
| Број људи: | 753 849 | 770 508 | 795 565 | 778 799 |
| Разлика:   |         | +2,20 % | +3,25 % | -2,10 % |

| Година:    | 2023.   | 2024.   |
| ---------- | ------- | ------- |
| Број људи: | 779 073 | 778 799 |
| Разлика:   |         | -0,03 % |

Према подацима о броју становника из 2011. године Кошички крај је имао 791.723 становника. Словаци чине 73,3% становништва.
| Етнички састав (2011)‍ | Етнички састав (2011)‍ | Етнички састав (2011)‍ | Етнички састав (2011)‍ | Етнички састав (2011)‍ |
| --------------------- | --------------------- | --------------------- | --------------------- | --------------------- |
|                       |                       |                       |                       |                       |
| Словаци               | Словаци               |                       | 0                     | 73,3%                 |
| Мађари                | Мађари                |                       | 0                     | 9,4%                  |
| Роми                  | Роми                  |                       | 0                     | 4,6%                  |
| Чеси                  | Чеси                  |                       | 0                     | 0,4%                  |
| Рутени                | Рутени                |                       | 0                     | 0,4%                  |
| остали, непознато     | остали, непознато     |                       | 0                     | 11,9%                 |

## Окрузи
Састоји се од 11 округа (слч. Okres):
- округ Гелњица (слч. Okres Gelnica)
- округ Кошице I (слч. Okres Košice I)
- округ Кошице II (слч. Okres Košice II)
- округ Кошице III (слч. Okres Košice III)
- округ Кошице IV (слч. Okres Košice IV)
- округ Кошице-околина (слч. Okres Košice-okolie)
- округ Михаловце (слч. Okres Michalovce)
- округ Рожњава (слч. Okres Rožňava)
- округ Собранце (слч. Okres Sobrance)
- округ Спишка Нова Вес (слч. Okres Spišská Nová Ves)
- округ Требишов (слч. Okres Trebišov)

## Градови и насеља
У Кошичком крају се налази 17 градова, 22 градска насеља и 423 насељена места. Највећи градови на подручју краја су:
- Кошице - 240.688 становника
- Михаловце - 39.989 становника
- Спишка Нова Вес - 37.948 становника
- Требишов - 24.472 становника
- Рожњава - 19.651 становника